# Campeonato Mundial de Ciclismo em Pista de 2021
O CXVIII Campeonato Mundial de Ciclismo em Pista decorreram de 20 a 24 de outubro de 2021 no velódromo coberto regional Jean-Stablinski, em Roubaix, na França. 22 provas estavam no programa, mais duas que nos mundiais precedentes, com a adição de títulos para a perseguição à eliminação enquanto pela primeira vez a velocidade por equipas feminina se disputa com três corredoras. É a décima-sexta vez que a França acolhe os mundiais em pista, a primeira vez desde 2015.
Inicialmente previsto para decorrer no Velódromo de Asgabat, no Turquemenistão, a cidade renunciou finalmente devido às restrições causadas pela pandemia de COVID-19.